# Allar Raja

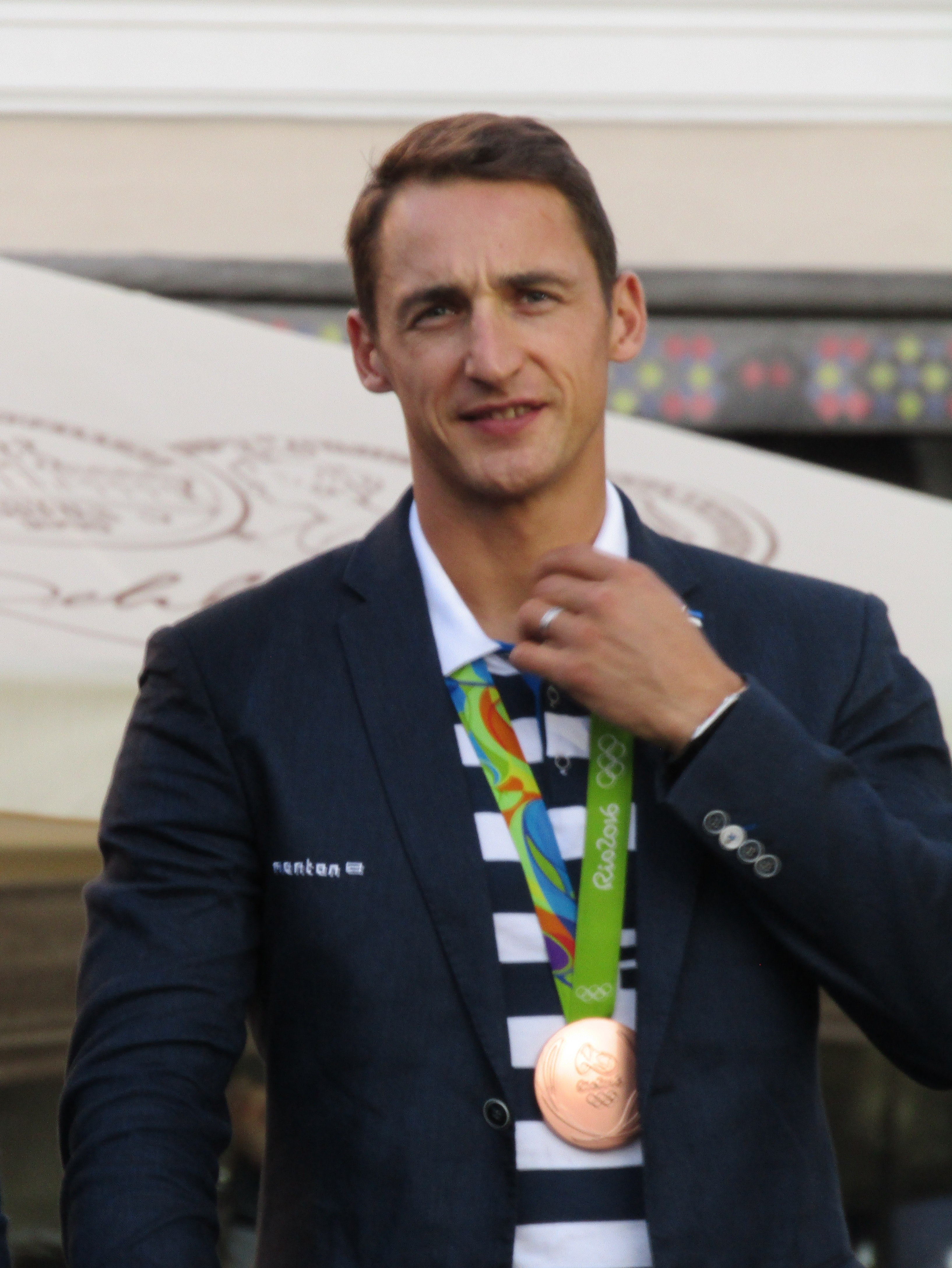
Allar Raja mit seiner Bronzemedaille, die er bei den Olympischen Spielen 2016 gewann

Allar Raja (* 22. Juni 1983 in Sindi, Estnische SSR, Sowjetunion) ist ein estnischer Ruderer.

## Sportliche Erfolge
Seinen ersten internationalen Einsatz hatte Raja bei den Junioren-Weltmeisterschaften 2000 in Zagreb, wo er mit dem estnischen Doppelvierer den 19. Platz belegte. Seinen ersten estnischen Meistertitel gewann er 2004 im Einer. In diesem Jahr belegte er bei den U23-Weltmeisterschaften in Posen den achten Platz in dieser Bootsklasse. 2005 startete Raja im Doppelzweier mit Silver Sonntak. Bei den Ruder-Weltmeisterschaften 2005 in Kaizu erreichte das Duo den 14. Platz. Im folgenden Jahr wechselte Raja in den Doppelvier. Zusammen mit Igor Kuzmin, Tõnu Endrekson und Andrei Jämsä gewann er bei den Ruder-Weltmeisterschaften 2006 in Eton die Bronzemedaille. Bei den Olympischen Sommerspielen 2008 in Peking belegte der estnische Doppelvierer in der Besetzung Kaspar Taimsoo, Vladimir Latin, Igor Kuzmin, Allar Raja den neunten Platz. Zusammen mit Jüri Jaanson, Tõnu Endrekson und Andrei Jämsä sicherte sich Raja bei den Ruder-Europameisterschaften 2008 in Athen souverän die Goldmedaille.
Seit der Saison 2009 startete Raja mit Kaspar Taimsoo im Doppelzweier. Beim Weltcup in München erreichten sie das A-Finale, wo sie Fünfte wurden. In Luzern konnte sich das Duo weiter steigern und belegte den dritten Rang. Diesen Platz konnten sie auch bei den Ruder-Weltmeisterschaften 2009 in Posen erkämpfen. Bei den Ruder-Europameisterschaften 2009 gelang ihnen sogar ein Start-Ziel-Sieg. Im Jahr darauf erhielten Raja und Taimsoo die Silbermedaille bei den Europameisterschaften, bei den Weltmeisterschaften 2010 belegten die beiden den achten Platz. 2011 erreichten die beiden den siebten Platz bei den Weltmeisterschaften. Bei den Europameisterschaften 2011 traten Jämsä, Raja, Endrekson und Taimsoo im Doppelvierer an und gewannen hinter dem russischen Boot die Silbermedaille im Doppelvierer. 2012 belegte das Boot in der gleichen Besetzung den vierten Platz bei den Olympischen Spielen in Eton. Kurz darauf gewann die estnische Crew den Europameistertitel. 2013 belegten Raja und Taimsoo den siebten Platz im Doppelzweier bei den Europameisterschaften. Bei den Weltmeisterschaften 2013 belegten sie zusammen mit Kaur Kuslap und Sten-Erik Anderson den fünften Platz im Doppelvierer. In der gleichen Besetzung belegten die vier Esten den sechsten Platz bei den Europameisterschaften 2014 und den fünften Platz bei den Weltmeisterschaften 2014. 2015 kehrten Jämsä und Endrekson in den estnischen Doppelvierer zurück. Bei den Weltmeisterschaften gewannen Jämsä, Raja, Endrekson und Taimsoo die Bronzemedaille hinter den Deutschen und den Australiern. In der gleichen Besetzung siegten die Esten bei den Europameisterschaften 2016. Bei den Olympischen Spielen 2016 gewannen der estnische Doppelvierer die Bronzemedaille.
In der Saison 2017 versuchte sich Raja zunächst mit Tõnu Endrekson im Doppelzweier, die Kombination war jedoch nicht erfolgreich und verpasste den Finaleinzug bei den Europameisterschaften in Tschechien. Raja wurde bei der EM ebenfalls im Doppelvierer eingesetzt, der das Finale genauso verpasste. Zum Ende der Saison ruderte der estnische Doppelvierer in der Kombination Kaur Kuslap, Raja, Tõnu Endrekson und Kaspar Taimsoo jedoch wieder stark, er gewann die Bronzemedaille bei den Weltmeisterschaften in Florida hinter den Auswahlen aus Litauen und Großbritannien. Drei Jahre später erreichte der estnische Doppelvierer wieder ein Meisterschaftsfinale. Bei den Europameisterschaften 2020 belegten Jüri-Mikk Udam, Raja, Endrekson und Taimsoo den vierten Platz, 2021 gewannen sie die Bronzemedaille. Bei den Olympischen Spielen in Tokio belegte der estnische Doppelvierer den sechsten Rang.
Nach fünften Plätzen bei den Europa- und Weltmeisterschaften 2022 verpasste der estnische Doppelvierer bei den Weltmeisterschaften 2023 die direkte Olympiaqualifikation, konnte sich aber 2024 in Luzern durchsetzen. Bei den Olympischen Spielen 2024 in Paris wurde die Crew als Erste des B-Finales Siebte in der Gesamtwertung.

## Auszeichnungen
- 2006, 2012, 2015 und 2016 wurde Raja mit dem estnischen Doppelvierer zur Mannschaft des Jahres in Estland gewählt
- 2009 wurde Raja zusammen mit seinem Kollegen Kaspar Taimsoo zur Mannschaft des Jahres in Estland gewählt